# Mars (barre chocolatée)
Pour les articles homonymes, voir Mars.
 (mars 2024).
 (mars 2024).

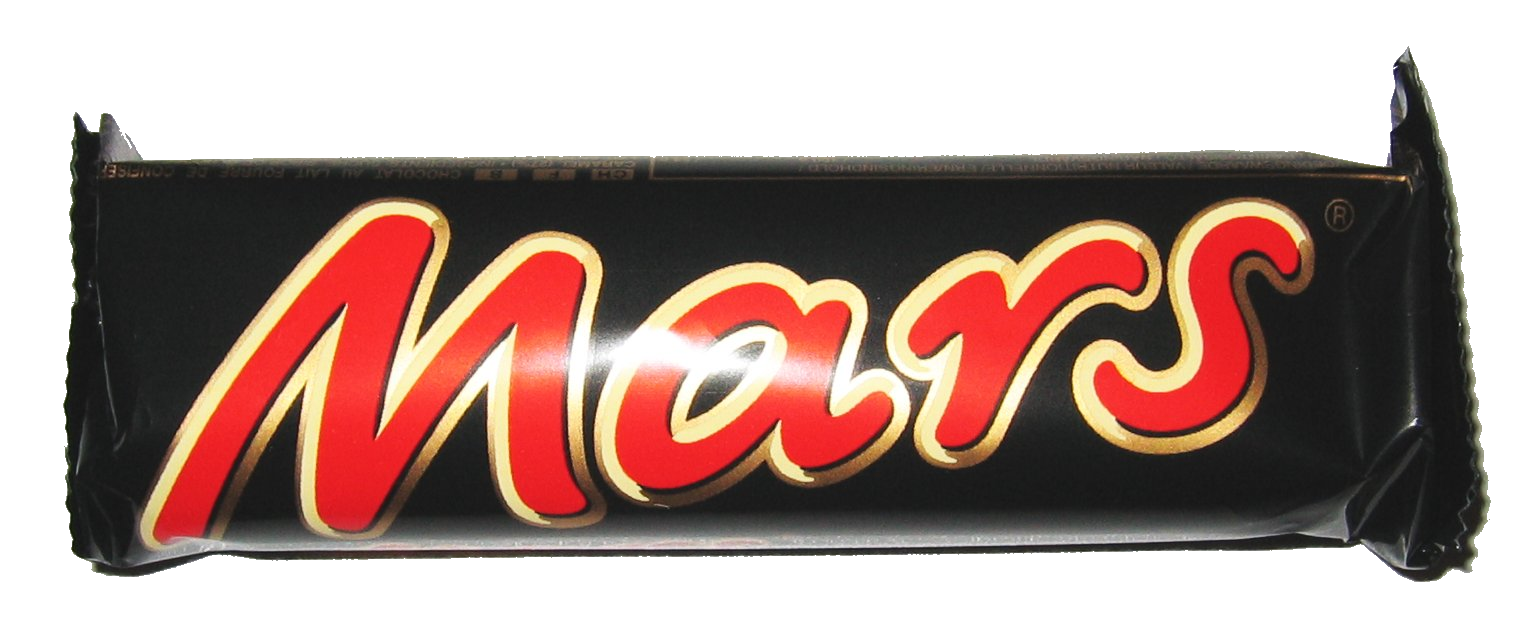
Barre Mars avec emballage classique

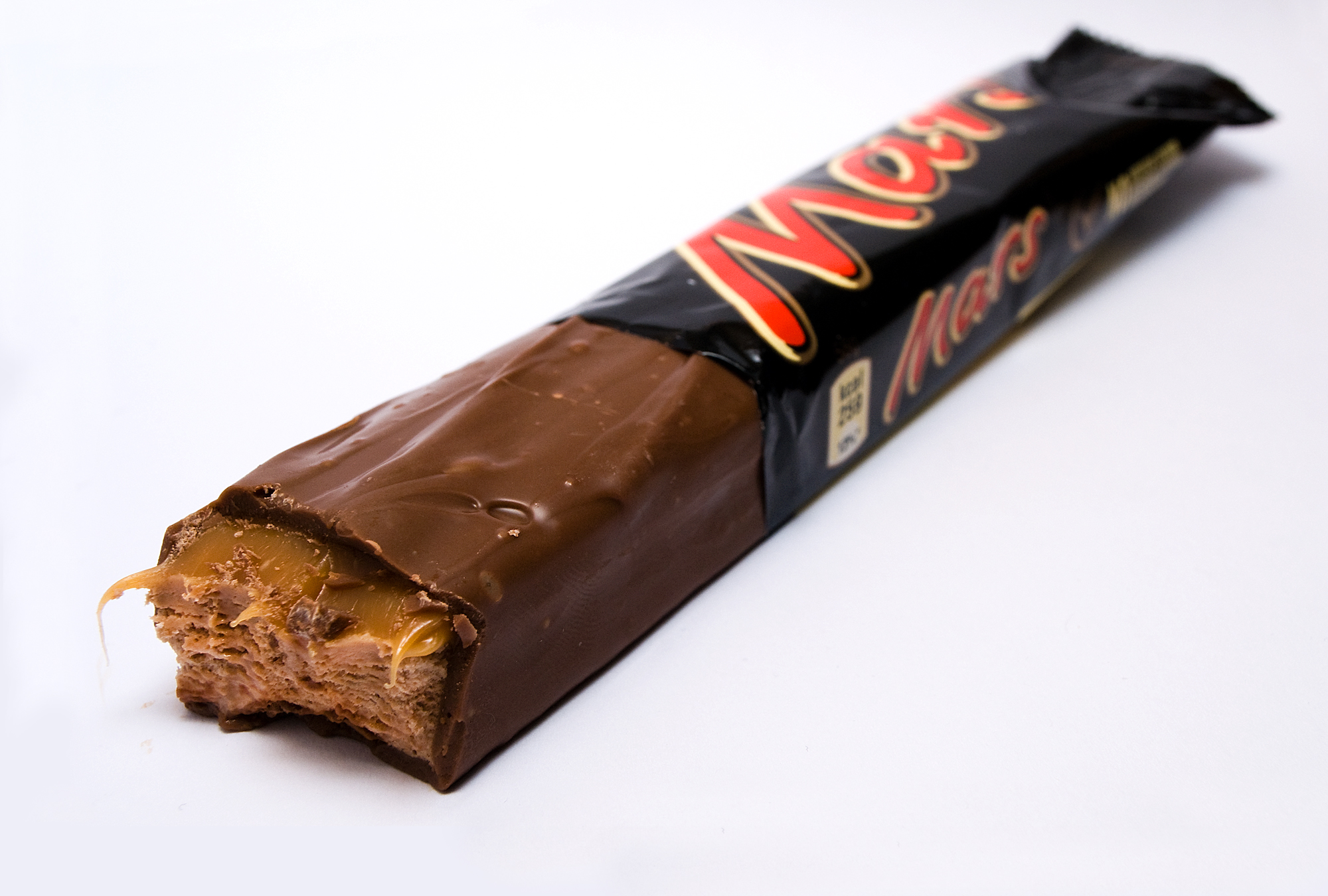
Barre Mars entamée

Mars est une barre chocolatée produite par l'entreprise Mars. C'est une version plus douce de la barre Milky Way que Mars Incorporated produit aux États-Unis (qui est de confection différente du Milky Way européen).

## Histoire
En 1932, Franck C. Mars donne à son fils Forrest 50 000$ et la recette du Milky Way vendu aux États-Unis afin qu'il puisse démarrer son entreprise nommée Mars Limited à Slough (Royaume-Uni). Les premières barres Mars sont faites à la main en août 1932 lors du August bank holiday Monday (lundi 28 août 1932). En 1933, la demande est telle que la main d'œuvre pour sa confection passe de 12 à 100 personnes[réf. nécessaire].
Lors de la Seconde Guerre mondiale de 1940 à 1945 et en dépit du rationnement[De quoi ?], les barres Mars sont toujours produites et distribuées dans les rations des forces armées[réf. nécessaire].
Dès 1955, la barre est promue à la télévision avec les vedettes Petula Clark et Richard Murdoch dans des publicités Stars love Mars (Les stars aiment Mars). Le proverbe anglophone an apple a day keeps the doctor away (« une pomme par jour éloigne le médecin ») est ensuite détourné en Angleterre, en 1959, avec le slogan A Mars a day makes you work, rest and play (Un Mars par jour vous fait travailler, vous reposer et jouer).
L'Europe continentale voit le débarquement de la barre Mars en 1963 via une usine de confiserie à Veghel, aux Pays-Bas. Les Français découvrent les barres Mars lors du débarquement des soldats américains en 1944, mais elles ne sont commercialisées que depuis 1951[réf. nécessaire].
Le mode de consommation du chocolat évolue avec le format barre et va être à l’origine du rayon confiserie dans les grandes surfaces et les distributeurs automatiques[réf. nécessaire]. La barre Mars devient célèbre en 1968 en France avec son fameux slogan Un coup de barre ? Mars, et ça repart sur des dessins animatiques signés Georges Wolinski jusqu’au milieu des années 1970. Le slogan changera ensuite en Travail, repos et loisir, un Mars aide à vous soutenir pour s'adapter à l'époque souvent décrite avec le triptyque « métro, boulot, dodo ». Au cours des années 1990, le slogan francophone initial est repris mais raccourci en Mars, et ça repart !. jusqu'en 2002 lorsque le slogan Que du bonheur fait son apparition pour coller aux nouvelles tendances de consommation axées sur le goût et le plaisir authentique. L'année 2007 verra le retour une nouvelle fois du slogan Mars, et ça repart !.
En 1991, les barres Mars sont exportées en Russie pour la première fois et la demande est telle qu'elles sont rationnées à quatre par personne[réf. nécessaire].

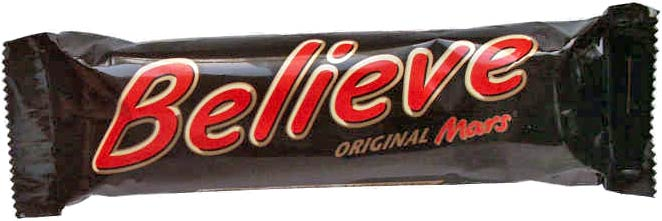
Barre Mars pendant la coupe du monde de football 2006 en Allemagne

Pendant la coupe du monde de football 2006, les barres Mars sont renommées Believe sur leur emballage au Royaume-Uni afin de montrer son soutien envers l'équipe anglaise de football. Une opération similaire est faite lors de l'Euro 2008 lorsque la barre est renommée Hopp en Suisse afin de soutenir l'équipe nationale helvétique.
En 2007 et pour la première fois depuis sa création, la recette est changée pour le marché français afin de s'adapter aux nouvelles demandes des consommateurs. Cette nouvelle recette appelée Cœur fondant, plus légère (42 g au lieu de 50 g, -16 %) et moins calorique (180 kcal au lieu de 240 kcal, -25 %) est produite à Haguenau en France[réf. nécessaire]. À noter qu'à l'époque la barre perd 16 % de son poids, mais reste au même prix.

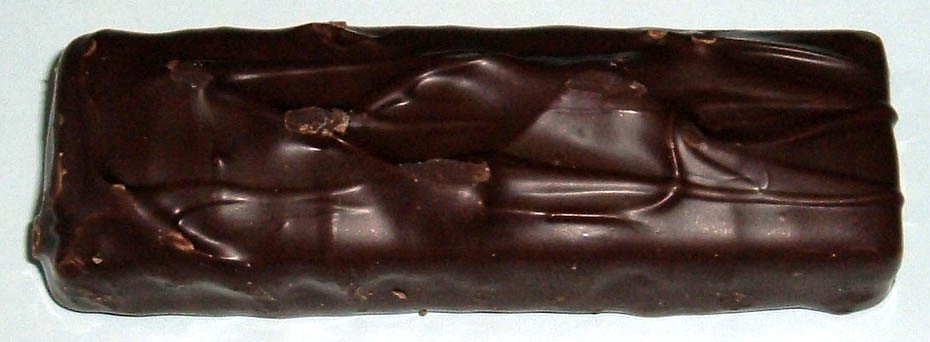
Milky Way aux États-Unis

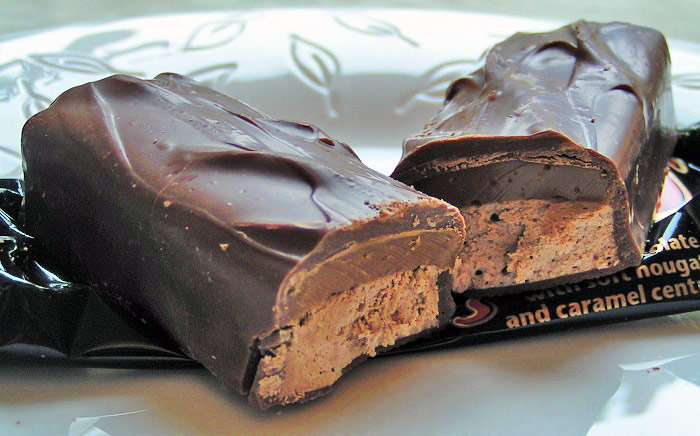
Barre Mars produite en Angleterre

Le nom Mars n'est pas utilisé aux États-Unis où la barre s'appelle Milky Way. Une différente barre de chocolat a été vendue jusqu'en 2000 aux États-Unis avec le même nom et contenant du nougat, des amandes, du caramel et du chocolat au lait. Elle a été depuis renommée Almond Snickers bar.

## Composition
Le produit est composé de sucre, sirop de glucose, beurre de cacao, lait entier en poudre, pâte de cacao, huile de tournesol, lait écrémé en poudre, lactose, petit-lait en poudre, cacao maigre, matière grasse du lait, extrait de malt d'orge, émulsifiant (lécithine de soja), sel, blanc d'œuf en poudre, matière grasse de palme, protéine de lait, extrait naturel de vanille.
Le produit peut aussi contenir des traces de cacahuètes et de noisettes.

## Slogans publicitaires

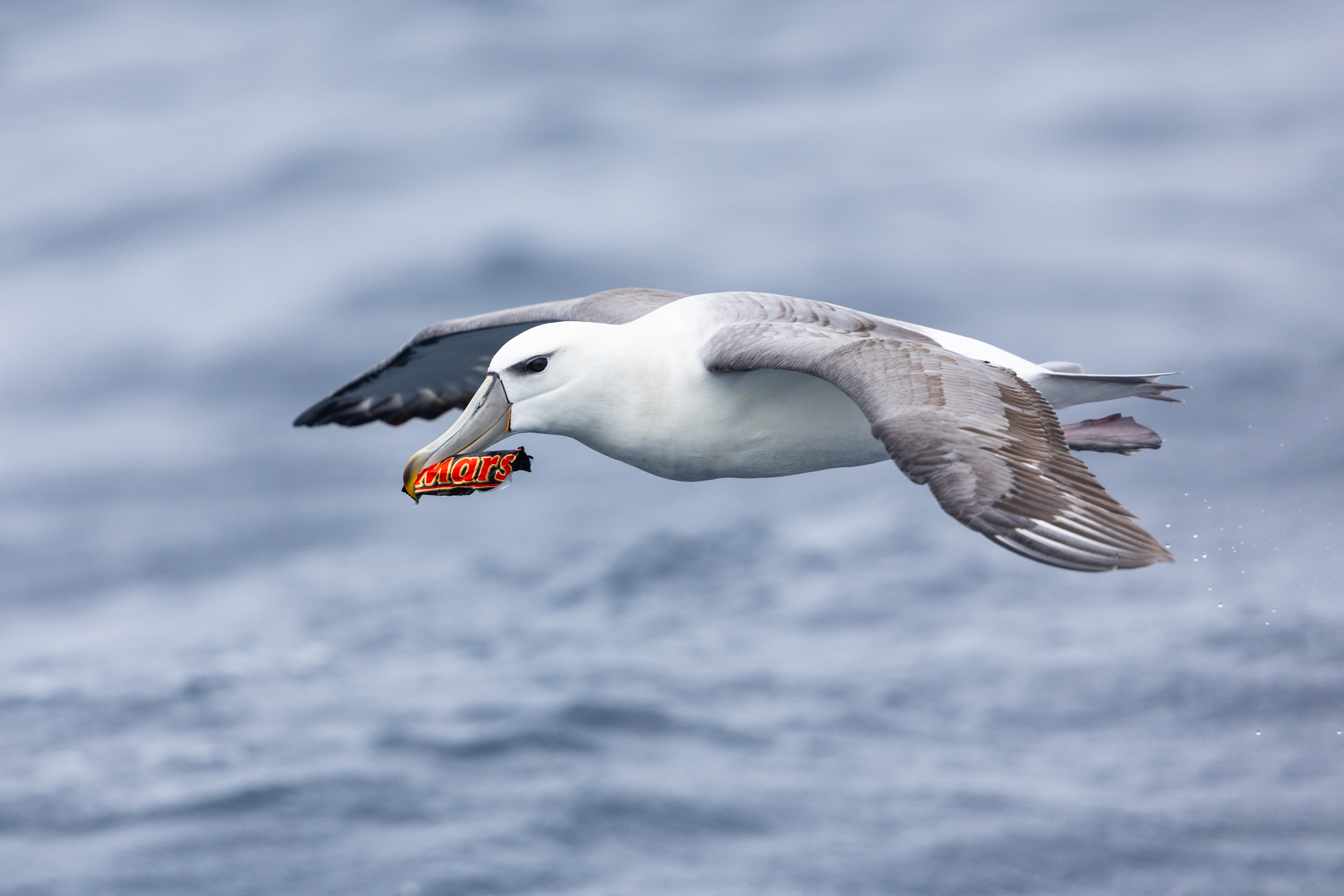
Un albatros à cape blanche emportant un sachet de barre Mars.

« Un Mars, et ça repart ! » - France, Canada francophone